# Campeonato Cearense de Futebol de 2016
O Campeonato Cearense de Futebol de 2016 foi a 102.ª edição do torneio. A competição premiou os clubes com duas vagas para a Copa do Brasil de 2017, duas para a Copa do Nordeste de 2017 e duas para a Série D de 2016.

## Regulamento[2]
Os dez clubes foram divididos em dois grupos de cinco que se enfrentam em confrontos diretos, de "ida" e "volta", classificando-se para a segunda fase os três primeiros colocados. O quarto e quinto colocados de cada grupo farão o quadrangular de descenso.
Na segunda fase, os três primeiros colocados do grupo A1 farão parte do grupo B1, o mesmo acontece com o grupo A2, onde farão parte do grupo B2. Os integrantes do grupo B1 contra os integrantes do grupo B2, em jogos de ida e volta, totalizando seis partidas para cada. Os dois primeiros de cada grupo classificam-se para a semifinal.
Na semifinal, o 4º melhor colocado, somando-se todas as fases, enfrenta o 1º melhor colocado. O 3º melhor colocado enfrenta o 2º. Os jogos acontecem no modelo "ida e volta", sendo a segunda partida com mando do time melhor classificado.
A final será realizada no modelo ida e volta, sendo a segunda partida com o mando do time melhor classificado, somando-se os pontos de todas as fases anteriores.
O campeão e vice-campeão receberão as duas vagas na Copa do Brasil de 2017, assim como na Copa do Nordeste de 2017. O melhor time classificado, excluindo Ceará, Fortaleza e Icasa, receberá uma vaga na Série D de 2016.
As duas equipes com piores rendimentos no quadrangular de descenso serão rebaixadas e disputarão a 2ª divisão do Campeonato Cearense de 2017.
A melhor equipe classificada que não seja sediada na capital conquistará o título de Campeão Cearense do Interior, a Taça Padre Cícero.

## Transmissão
O torneio será transmitido para todo o país pelos canais TV Diário (televisão aberta no Ceará e em algumas cidades do Norte-Nordeste, e fechada no resto do Brasil) e pelos canais Esporte Interativo Maxx e Esporte Interativo Maxx 2 (televisão paga) — neste, apenas as partidas de Ceará e Fortaleza com mando de campo. A partir de 31 de janeiro, a TV Verdes Mares (afiliada Rede Globo) também passará a transmitir o campeonato para o todo o Estado do Ceará na televisão aberta.

## Participantes[3]
| Equipe              | Cidade            | Em 2015      | Estádio (capacidade)                                | Títulos             |
| ------------------- | ----------------- | ------------ | --------------------------------------------------- | ------------------- |
| Ceará               | Fortaleza         | 2°           | Castelão (67.037) - Presidente Vargas (20.166)      | 43 (último em 2014) |
| Fortaleza           | Fortaleza         | 1°           | Castelão (67.037) - Presidente Vargas (20.166)      | 40 (último em 2015) |
| Guarani de Juazeiro | Juazeiro do Norte | 4°           | Romeirão (10.000)                                   | 0 (não possui)      |
| Guarany de Sobral   | Sobral            | 7º           | Junco (8.584)                                       | 0 (não possui)      |
| Icasa               | Juazeiro do Norte | 3º           | Romeirão (10.000)                                   | 0 (não possui)      |
| Itapipoca           | Itapipoca         | 8º           | Perilão (5.000)                                     | 0 (não possui)      |
| Maranguape          | Maranguape        | 6º           | Presidente Vargas (20.166)                          | 0 (não possui)      |
| Quixadá             | Quixadá           | 5º           | Abilhão (5.000)                                     | 0 (não possui)      |
| Tiradentes          | Fortaleza         | 1º (Série B) | Presidente Vargas (20.166) — Alcides Santos (7.100) | 1 (último em 1992)  |
| Uniclinic           | Fortaleza         | 2° (Série B) | Estádio Antônio Cruz (3.000)                        | 0 (não possui)      |

## Localização dos Times
| Arena Castelão e Presidente Vargas | | | | |                    |
| Capacidade: 67 037 | Capacidade: 20 166 | | | |                    |
| | | | | |                    |
| Guarani de Juazeiro | \| Fortaleza Guarani de Juazeiro Icasa Quixadá Maranguape Guarany de Sobral Itapipoca Fortaleza: Ceará Fortaleza Tiradentes-CE UniclinicLocalização das equipes do Campeonato Cearense de 2016. Grupo A1. / Grupo A2. \| | \| Fortaleza Guarani de Juazeiro Icasa Quixadá Maranguape Guarany de Sobral Itapipoca Fortaleza: Ceará Fortaleza Tiradentes-CE UniclinicLocalização das equipes do Campeonato Cearense de 2016. Grupo A1. / Grupo A2. \| | \| Fortaleza Guarani de Juazeiro Icasa Quixadá Maranguape Guarany de Sobral Itapipoca Fortaleza: Ceará Fortaleza Tiradentes-CE UniclinicLocalização das equipes do Campeonato Cearense de 2016. Grupo A1. / Grupo A2. \| | \| Fortaleza Guarani de Juazeiro Icasa Quixadá Maranguape Guarany de Sobral Itapipoca Fortaleza: Ceará Fortaleza Tiradentes-CE UniclinicLocalização das equipes do Campeonato Cearense de 2016. Grupo A1. / Grupo A2. \| | Guarany de Sobral  |
| Romeirão | \| Fortaleza Guarani de Juazeiro Icasa Quixadá Maranguape Guarany de Sobral Itapipoca Fortaleza: Ceará Fortaleza Tiradentes-CE UniclinicLocalização das equipes do Campeonato Cearense de 2016. Grupo A1. / Grupo A2. \| | \| Fortaleza Guarani de Juazeiro Icasa Quixadá Maranguape Guarany de Sobral Itapipoca Fortaleza: Ceará Fortaleza Tiradentes-CE UniclinicLocalização das equipes do Campeonato Cearense de 2016. Grupo A1. / Grupo A2. \| | \| Fortaleza Guarani de Juazeiro Icasa Quixadá Maranguape Guarany de Sobral Itapipoca Fortaleza: Ceará Fortaleza Tiradentes-CE UniclinicLocalização das equipes do Campeonato Cearense de 2016. Grupo A1. / Grupo A2. \| | \| Fortaleza Guarani de Juazeiro Icasa Quixadá Maranguape Guarany de Sobral Itapipoca Fortaleza: Ceará Fortaleza Tiradentes-CE UniclinicLocalização das equipes do Campeonato Cearense de 2016. Grupo A1. / Grupo A2. \| | Junco              |
| Capacidade: 10 000 | \| Fortaleza Guarani de Juazeiro Icasa Quixadá Maranguape Guarany de Sobral Itapipoca Fortaleza: Ceará Fortaleza Tiradentes-CE UniclinicLocalização das equipes do Campeonato Cearense de 2016. Grupo A1. / Grupo A2. \| | \| Fortaleza Guarani de Juazeiro Icasa Quixadá Maranguape Guarany de Sobral Itapipoca Fortaleza: Ceará Fortaleza Tiradentes-CE UniclinicLocalização das equipes do Campeonato Cearense de 2016. Grupo A1. / Grupo A2. \| | \| Fortaleza Guarani de Juazeiro Icasa Quixadá Maranguape Guarany de Sobral Itapipoca Fortaleza: Ceará Fortaleza Tiradentes-CE UniclinicLocalização das equipes do Campeonato Cearense de 2016. Grupo A1. / Grupo A2. \| | \| Fortaleza Guarani de Juazeiro Icasa Quixadá Maranguape Guarany de Sobral Itapipoca Fortaleza: Ceará Fortaleza Tiradentes-CE UniclinicLocalização das equipes do Campeonato Cearense de 2016. Grupo A1. / Grupo A2. \| | Capacidade: 10 001 |
| Icasa | \| Fortaleza Guarani de Juazeiro Icasa Quixadá Maranguape Guarany de Sobral Itapipoca Fortaleza: Ceará Fortaleza Tiradentes-CE UniclinicLocalização das equipes do Campeonato Cearense de 2016. Grupo A1. / Grupo A2. \| | \| Fortaleza Guarani de Juazeiro Icasa Quixadá Maranguape Guarany de Sobral Itapipoca Fortaleza: Ceará Fortaleza Tiradentes-CE UniclinicLocalização das equipes do Campeonato Cearense de 2016. Grupo A1. / Grupo A2. \| | \| Fortaleza Guarani de Juazeiro Icasa Quixadá Maranguape Guarany de Sobral Itapipoca Fortaleza: Ceará Fortaleza Tiradentes-CE UniclinicLocalização das equipes do Campeonato Cearense de 2016. Grupo A1. / Grupo A2. \| | \| Fortaleza Guarani de Juazeiro Icasa Quixadá Maranguape Guarany de Sobral Itapipoca Fortaleza: Ceará Fortaleza Tiradentes-CE UniclinicLocalização das equipes do Campeonato Cearense de 2016. Grupo A1. / Grupo A2. \| | Itapipoca          |
| Romeirão | \| Fortaleza Guarani de Juazeiro Icasa Quixadá Maranguape Guarany de Sobral Itapipoca Fortaleza: Ceará Fortaleza Tiradentes-CE UniclinicLocalização das equipes do Campeonato Cearense de 2016. Grupo A1. / Grupo A2. \| | \| Fortaleza Guarani de Juazeiro Icasa Quixadá Maranguape Guarany de Sobral Itapipoca Fortaleza: Ceará Fortaleza Tiradentes-CE UniclinicLocalização das equipes do Campeonato Cearense de 2016. Grupo A1. / Grupo A2. \| | \| Fortaleza Guarani de Juazeiro Icasa Quixadá Maranguape Guarany de Sobral Itapipoca Fortaleza: Ceará Fortaleza Tiradentes-CE UniclinicLocalização das equipes do Campeonato Cearense de 2016. Grupo A1. / Grupo A2. \| | \| Fortaleza Guarani de Juazeiro Icasa Quixadá Maranguape Guarany de Sobral Itapipoca Fortaleza: Ceará Fortaleza Tiradentes-CE UniclinicLocalização das equipes do Campeonato Cearense de 2016. Grupo A1. / Grupo A2. \| | Perilão            |
| Capacidade: 10 000 | \| Fortaleza Guarani de Juazeiro Icasa Quixadá Maranguape Guarany de Sobral Itapipoca Fortaleza: Ceará Fortaleza Tiradentes-CE UniclinicLocalização das equipes do Campeonato Cearense de 2016. Grupo A1. / Grupo A2. \| | \| Fortaleza Guarani de Juazeiro Icasa Quixadá Maranguape Guarany de Sobral Itapipoca Fortaleza: Ceará Fortaleza Tiradentes-CE UniclinicLocalização das equipes do Campeonato Cearense de 2016. Grupo A1. / Grupo A2. \| | \| Fortaleza Guarani de Juazeiro Icasa Quixadá Maranguape Guarany de Sobral Itapipoca Fortaleza: Ceará Fortaleza Tiradentes-CE UniclinicLocalização das equipes do Campeonato Cearense de 2016. Grupo A1. / Grupo A2. \| | \| Fortaleza Guarani de Juazeiro Icasa Quixadá Maranguape Guarany de Sobral Itapipoca Fortaleza: Ceará Fortaleza Tiradentes-CE UniclinicLocalização das equipes do Campeonato Cearense de 2016. Grupo A1. / Grupo A2. \| | Capacidade: 5 000  |
| Maranguape | \| Fortaleza Guarani de Juazeiro Icasa Quixadá Maranguape Guarany de Sobral Itapipoca Fortaleza: Ceará Fortaleza Tiradentes-CE UniclinicLocalização das equipes do Campeonato Cearense de 2016. Grupo A1. / Grupo A2. \| | \| Fortaleza Guarani de Juazeiro Icasa Quixadá Maranguape Guarany de Sobral Itapipoca Fortaleza: Ceará Fortaleza Tiradentes-CE UniclinicLocalização das equipes do Campeonato Cearense de 2016. Grupo A1. / Grupo A2. \| | \| Fortaleza Guarani de Juazeiro Icasa Quixadá Maranguape Guarany de Sobral Itapipoca Fortaleza: Ceará Fortaleza Tiradentes-CE UniclinicLocalização das equipes do Campeonato Cearense de 2016. Grupo A1. / Grupo A2. \| | \| Fortaleza Guarani de Juazeiro Icasa Quixadá Maranguape Guarany de Sobral Itapipoca Fortaleza: Ceará Fortaleza Tiradentes-CE UniclinicLocalização das equipes do Campeonato Cearense de 2016. Grupo A1. / Grupo A2. \| | Quixadá            |
| Presidente Vargas | \| Fortaleza Guarani de Juazeiro Icasa Quixadá Maranguape Guarany de Sobral Itapipoca Fortaleza: Ceará Fortaleza Tiradentes-CE UniclinicLocalização das equipes do Campeonato Cearense de 2016. Grupo A1. / Grupo A2. \| | \| Fortaleza Guarani de Juazeiro Icasa Quixadá Maranguape Guarany de Sobral Itapipoca Fortaleza: Ceará Fortaleza Tiradentes-CE UniclinicLocalização das equipes do Campeonato Cearense de 2016. Grupo A1. / Grupo A2. \| | \| Fortaleza Guarani de Juazeiro Icasa Quixadá Maranguape Guarany de Sobral Itapipoca Fortaleza: Ceará Fortaleza Tiradentes-CE UniclinicLocalização das equipes do Campeonato Cearense de 2016. Grupo A1. / Grupo A2. \| | \| Fortaleza Guarani de Juazeiro Icasa Quixadá Maranguape Guarany de Sobral Itapipoca Fortaleza: Ceará Fortaleza Tiradentes-CE UniclinicLocalização das equipes do Campeonato Cearense de 2016. Grupo A1. / Grupo A2. \| | Abilhão            |
| Capacidade: 20 166 | \| Fortaleza Guarani de Juazeiro Icasa Quixadá Maranguape Guarany de Sobral Itapipoca Fortaleza: Ceará Fortaleza Tiradentes-CE UniclinicLocalização das equipes do Campeonato Cearense de 2016. Grupo A1. / Grupo A2. \| | \| Fortaleza Guarani de Juazeiro Icasa Quixadá Maranguape Guarany de Sobral Itapipoca Fortaleza: Ceará Fortaleza Tiradentes-CE UniclinicLocalização das equipes do Campeonato Cearense de 2016. Grupo A1. / Grupo A2. \| | \| Fortaleza Guarani de Juazeiro Icasa Quixadá Maranguape Guarany de Sobral Itapipoca Fortaleza: Ceará Fortaleza Tiradentes-CE UniclinicLocalização das equipes do Campeonato Cearense de 2016. Grupo A1. / Grupo A2. \| | \| Fortaleza Guarani de Juazeiro Icasa Quixadá Maranguape Guarany de Sobral Itapipoca Fortaleza: Ceará Fortaleza Tiradentes-CE UniclinicLocalização das equipes do Campeonato Cearense de 2016. Grupo A1. / Grupo A2. \| | Capacidade: 5 000  |
| | \| Fortaleza Guarani de Juazeiro Icasa Quixadá Maranguape Guarany de Sobral Itapipoca Fortaleza: Ceará Fortaleza Tiradentes-CE UniclinicLocalização das equipes do Campeonato Cearense de 2016. Grupo A1. / Grupo A2. \| | \| Fortaleza Guarani de Juazeiro Icasa Quixadá Maranguape Guarany de Sobral Itapipoca Fortaleza: Ceará Fortaleza Tiradentes-CE UniclinicLocalização das equipes do Campeonato Cearense de 2016. Grupo A1. / Grupo A2. \| | \| Fortaleza Guarani de Juazeiro Icasa Quixadá Maranguape Guarany de Sobral Itapipoca Fortaleza: Ceará Fortaleza Tiradentes-CE UniclinicLocalização das equipes do Campeonato Cearense de 2016. Grupo A1. / Grupo A2. \| | \| Fortaleza Guarani de Juazeiro Icasa Quixadá Maranguape Guarany de Sobral Itapipoca Fortaleza: Ceará Fortaleza Tiradentes-CE UniclinicLocalização das equipes do Campeonato Cearense de 2016. Grupo A1. / Grupo A2. \| |                    |
| | Tiradentes-CE | Atlético Cearense | | |                    |
| Presidente Vargas, Alcides Santos e Antônio Cruz | | | | |                    |
| Capacidades: 20 166, 8 300 e 3 000 | | | | |                    |
| | | | | |                    |
| Fortaleza Guarani de Juazeiro Icasa Quixadá Maranguape Guarany de Sobral Itapipoca Fortaleza: Ceará Fortaleza Tiradentes-CE UniclinicLocalização das equipes do Campeonato Cearense de 2016. Grupo A1. / Grupo A2. | | | | |                    |

## Primeira fase

### Grupo A1

#### Classificação
| 1 | Fortaleza         | 19 | 8 | 6 | 1 | 1 | 19 | 8  | 11 |
| 2 | Atlético Cearense | 18 | 8 | 6 | 0 | 2 | 13 | 9  | 4  |
| 3 | Maranguape        | 10 | 8 | 3 | 1 | 4 | 11 | 12 | -1 |
| 4 | Icasa             | 5  | 8 | 1 | 2 | 5 | 8  | 15 | -7 |
| 5 | Itapipoca         | 5  | 8 | 1 | 2 | 5 | 3  | 10 | -7 |

| Resultados        | Resultados | Resultados | Resultados | Resultados | Resultados |
|                   | FOR        | ICA        | ITP        | MAR        | UNI        |
| ----------------- | ---------- | ---------- | ---------- | ---------- | ---------- |
| Fortaleza         | —          | 2–0        | 3–0        | 3–1        | 1–2        |
| Icasa             | 0–3        | —          | 2–1        | 1–2        | 1–2        |
| Itapipoca         | 1–1        | 0–0        | —          | 0–1        | 0–1        |
| Maranguape        | 2–3        | 2–2        | 2–0        | —          | 1–2        |
| Atlético Cearense | 2–3        | 3–2        | 0–1        | 1–0        | —          |

|  |                                                       |
|  | Zona de classificação para a segunda fase             |
|  | Zona de classificação para o quadrangular de descenso |

### Grupo A2

#### Classificação
| 1 | Ceará               | 21 | 8 | 7 | 0 | 1 | 14 | 3  | 11  |
| 2 | Guarani de Juazeiro | 14 | 8 | 4 | 2 | 2 | 10 | 6  | 4   |
| 3 | Guarany de Sobral   | 13 | 8 | 4 | 1 | 3 | 7  | 7  | 0   |
| 4 | Tiradentes-CE       | 6  | 8 | 1 | 3 | 4 | 5  | 10 | -5  |
| 5 | Quixadá             | 2  | 8 | 0 | 2 | 6 | 2  | 12 | -10 |

|  |                                                       |
|  | Zona de classificação para a segunda fase             |
|  | Zona de classificação para o quadrangular de descenso |

| Resultados          | Resultados | Resultados | Resultados | Resultados | Resultados |
|                     | CEA        | GJU        | GSO        | QUI        | TIR        |
| ------------------- | ---------- | ---------- | ---------- | ---------- | ---------- |
| Ceará               | —          | 1–0        | 3–1        | 2–0        | 2–0        |
| Guarani de Juazeiro | 2–1        | —          | 0–1        | 1–0        | 2–0        |
| Guarany de Sobral   | 0–2        | 1–1        | —          | 2–0        | 1–0        |
| Quixadá             | 0–2        | 0–2        | 0–1        | —          | 0–0        |
| Tiradentes-CE       | 0–1        | 2–2        | 1–0        | 2–2        | —          |

## Segunda fase

### Grupo B1

#### Classificação
| 1 | Fortaleza         | 11 | 6 | 3 | 2 | 1 | 7 | 3 | 4  |
| 2 | Atlético Cearense | 7  | 6 | 2 | 1 | 3 | 4 | 9 | -5 |
| 3 | Maranguape        | 2  | 6 | 0 | 2 | 4 | 2 | 9 | -7 |

| Fortaleza         | 2–1 | 0–1 | 2–0 |
| Maranguape        | 0–4 | 0–0 | 0–1 |
| Atlético Cearense | 1-5 | 1–0 | 2–1 |

|  |                                          |
|  | Zona de classificação para as semifinais |
|  | Eliminados                               |

|  |                      |
|  | Vitória do mandante  |
|  | Vitória do visitante |
|  | Empate               |

### Grupo B2

#### Classificação
| 1 | Guarani de Juazeiro | 11 | 6 | 3 | 2 | 1 | 4  | 2 | 2  |
| 2 | Guarany de Sobral   | 9  | 6 | 3 | 0 | 3 | 5  | 6 | -1 |
| 3 | Ceará               | 9  | 6 | 2 | 3 | 1 | 12 | 5 | 7  |

| Ceará               | 1–1 | 1–1 | 0–0 |
| Guarani de Juazeiro | 0–0 | 2–1 | 1–0 |
| Guarany de Sobral   | 0–2 | 1–0 | 2–0 |

|  |                                          |
|  | Zona de classificação para as semifinais |
|  | Eliminados                               |

|  |                      |
|  | Vitória do mandante  |
|  | Vitória do visitante |
|  | Empate               |

### Quadrangular do Descenso

#### Classificação
| 1 | Tiradentes-CE | 15 | 6 | 5 | 0 | 1 | 12 | 3  | 9   |
| 2 | Itapipoca     | 10 | 6 | 3 | 1 | 2 | 12 | 7  | 5   |
| 3 | Quixadá       | 10 | 6 | 3 | 1 | 2 | 11 | 7  | 4   |
| 4 | Icasa         | 0  | 6 | 0 | 0 | 6 | 3  | 21 | -18 |

| Resultados    | Resultados | Resultados | Resultados | Resultados | Resultados |
|               | ICA        | ITP        | QUI        | TIR        |            |
| ------------- | ---------- | ---------- | ---------- | ---------- | ---------- |
| Icasa         | —          | 1–4        | 1–5        | 0–2        |            |
| Itapipoca     | 4–0        | —          | 2–2        | 0–2        |            |
| Quixadá       | 2–0        | 2–0        | —          | 0–3        |            |
| Tiradentes-CE | 4–1        | 0–2        | 1–0        | —          |            |

|  |                                   |
|  | Campeonato Cearense de 2016       |
|  | Rebaixados para a Segunda Divisão |

|  |                      |
|  | Vitória do mandante  |
|  | Vitória do visitante |
|  | Empate               |

## Fase final
|  | 16 de abril a 24 de abril | 16 de abril a 24 de abril | 16 de abril a 24 de abril | 16 de abril a 24 de abril |   |           | 1 de maio a 8 de maio | 1 de maio a 8 de maio | 1 de maio a 8 de maio | 1 de maio a 8 de maio |
|  |                           |                           |                           |                           |   |           |                       |                       |                       |                       |
|  | Fortaleza                 | 3                         | 4                         | 7                         |   |           |                       |                       |                       |                       |
|  | Guarany de Sobral         | 1                         | 4                         | 5                         |   |           |                       |                       |                       |                       |
|  | Guarany de Sobral         | 1                         | 4                         | 5                         |   | Fortaleza | 4                     | 1                     | 5                     |                       |
|  |                           |                           |                           |                           |   | Fortaleza | 4                     | 1                     | 5                     |                       |
|  |                           | Atlético Cearense         | 1                         | 0                         | 1 |           |                       |                       |                       |                       |
|  | Atlético Cearense         | Atlético Cearense         | 1                         | 0                         | 1 | 2         | 0                     | 2                     |                       |                       |
|  | Atlético Cearense         |                           |                           |                           |   | 2         | 0                     | 2                     |                       |                       |
|  | Guarani de Juazeiro       | 0                         | 2                         | 2                         |   |           |                       |                       |                       |                       |

### Final
| Domingo, 1 de maio | Atlético Cearense | 1 – 4          | Fortaleza                                        | Estádio Presidente Vargas, Fortaleza                                    |
| 16:00              | Marcelão 55'      | Súmula Borderô | 4' Lima · 35' Anselmo · 46' Juninho · 82' Edimar | Público: 7 331 Renda: R$ 166.496,00 Árbitro: CE Avelar Rodrigo da Silva |

| Uniclinic | Fortaleza |

| Domingo, 8 de maio | Fortaleza      | 1 – 0          | Atlético Cearense | Arena Castelão, Fortaleza                                                  |
| 16:00              | Andre Lima 77' | Súmula Borderô |                   | Público: 54 124 Renda: R$ 1.014.838,00 Árbitro: CE José Cleuton Souza Lima |

| Fortaleza | Uniclinic |

## Campeão do Interior
| Taça Padre Cícero de 2016               |
| Juazeiro do Norte                       |
| --------------------------------------- |
| Guarani de Juazeiro Campeão (2º título) |

## Artilharia
- Atualizado até 01 de abril de 2016[5]

## Maiores públicos
Atualizado em 09 de maio de 2016.
Esses foram os maiores públicos pagantes do Campeonato:
- PP. ^ Considera-se apenas o público pagante

## Premiação (Troféu Verdes Mares)
- Craque do Campeonato: Everton (Fortaleza)

- Craque da Galera: Anselmo (Fortaleza)

- Seleção do campeonato:
  - Goleiro: Ricardo Berna (Fortaleza)
  - Zagueiros: Charles (Ceará) e Lima (Fortaleza)
  - Laterais: Wilian Simões (Fortaleza) e Felipe (Fortaleza)
  - Volantes:  Pio (Fortaleza) e Dudu Cearense (Fortaleza)
  - Meio-campistas: Everton (Fortaleza) e Jean Mota (Fortaleza)
  - Atacantes: Rafael Costa (Ceará) e Anselmo (Fortaleza)

- Artilheiro: Anselmo (Fortaleza)

- Melhor técnico: Marquinhos Santos (Fortaleza)

- Melhor árbitro: Cleuton Lima

- Melhor assistente (árbitro): Carolina Romanholi

- Goleiro menos vazado: Ricardo Berna (Fortaleza)

- Revelação: Felipe (Fortaleza)

- Homenageado: Anselmo